# Музей історії Керченсько-Ельтигенського десанту
Музей історії Керченсько-Ельтигенського десанту, Музей історії Ельтигенського десанту — військово-історичний музей на території мікрорайону Героївське (колишнє село Ельтиген) міста Керч, присвячений історії Керченсько-Ельтигенської десантної операції. Було відкрито 8 травня 1985 року, нині у складі Східно-Кримського історико-культурного музею-заповідника. У безпосередній близькості від музею розташовано низку меморіальних місць — об'єктів культурної спадщини регіонального та національного значення, присвячених його тематиці.

## Історія

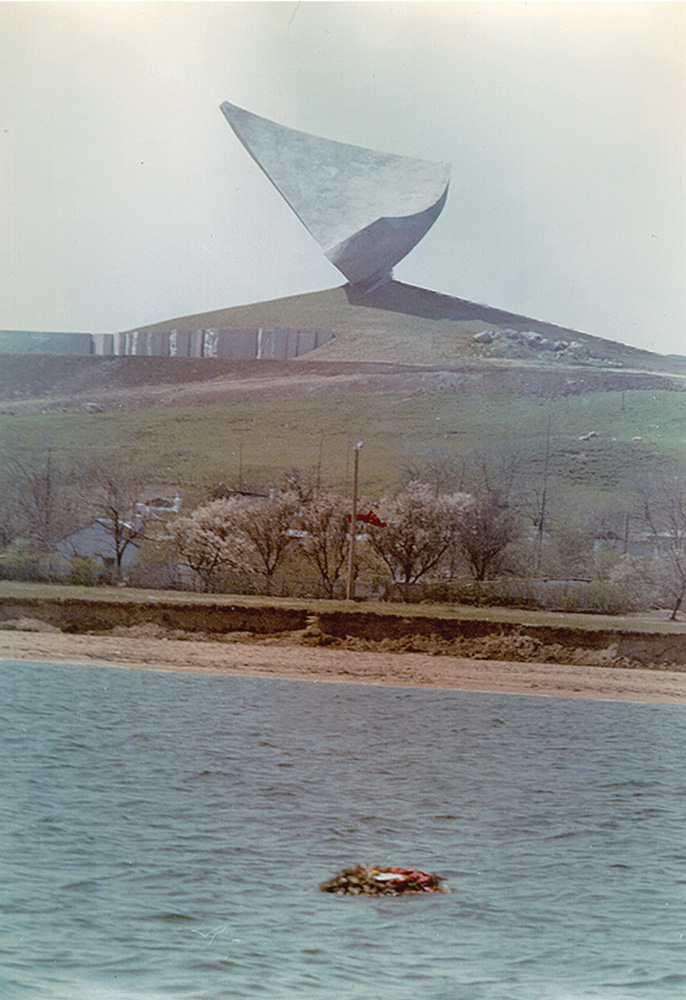
Покладання вінків на воду Керченської протоки на згадку про загиблих 1985 року

Керченсько-Ельтигенська десантна операція, що відбулася 31 жовтня — 11 грудня 1943 року, започаткувала визволення Керчі та Криму і стала однією з найбільших десантних операцій у роки Німецько-радянської війни. Десант 18-ї армії під командуванням К. М. Леселідзе з частин 117-ї гвардійської стрілецької дивізії полковника Л. В. Косоногова захопив невеликий плацдарм 3 км по фронту і 1,5 завглибшки, що здобув назву «Вогняна земля» або Ельтигенський плацдарм. 36 діб, в умовах блокади, боролися десантники і в ніч з 6 на 7 грудня з боєм вийшли через гору Мітридат на з'єднання з частинами 56-ї армії, які займали Керченський або Північно-Східний плацдарм. 61 військовослужбовець був удостоєний звання Героя Радянського Союзу.
Із середини 1960-х на Ельтиген стали приїжджати ветерани-десантники, розповідали в місцевій школі про бої на «Вогняній землі». Встановилося листування, було оформлено пам'ятний куточок. На базі ПТУ № 11 вела роботу пошукова група «Ельтиген», яку очолює історик Тетяна Замуленко. Музей училища поповнювався документами, фотографіями, особистими речами десантників, знахідками з місць боїв. Займалися пошуком, анкетуванням, збиранням документів та спогадів співробітники Керченського історико-археологічного музею, у фонди ветерани передавали речі, фотографії. Займалася пошуками керчанка Жанна Ясинська, у якої на плацдармі пропав безвісти брат. Проводилися екскурсії вздовж піщаного пляжу до госпіталю та операційної 120-го медсанбату 117-ї стрілецької дивізії, на лівому фланзі Ельтигенського плацдарму.
Зустрічі десантників відбувалися щороку 1 листопада. Проводились мітинги, лекції, діяла Рада ветеранів-ельтигенців. 1978 року неподалік братської могили було встановлено пам'ятник «Мотобот», піднятий з дна Керченської протоки та відреставрований комсомольцями на заводі «Залів» катер ППО-24. На плато розпочалося будівництво пам'ятника «Вітрило». Куток Слави перенесли до селищного клубу, а колишню шкільну будівлю у 1984 році передали для майбутнього музею. Поки будівлю відновлювали, створювалася експозиція, художнє та музичне оформлення. Роботи велися працівниками Керченського музею Т. Замуленком (Сафіною), С. Механіковим, В. Боровковою, В. Кириленко, С. Литвиновою, керченським фотографом Баклановим, ветеранами-ельтигенцями, зокрема медиком 279-го медсанбату В. П. Любієвим із Нальчика. Тематико-експозиційний план музею, підписаний Т. М. Замуленком та С. Механіковим, був затверджений у партійних інстанціях.
У перших двох залах музею розповідалося про задум операції, героїв першого кидка, події Ельтигенського плацдарму, про мужність захисників, моряків-чорноморців, військових медиків. Карта-схема висадки, фотографії, особисті речі десантників, знахідки пошукових систем різних поколінь. Виставлено діораму висадки та боїв за захоплення плацдарму художника Петра Столяренка та скульптора Романа Сердюка, книги про Ельтиген з авторськими інскриптами. Третій зал був Меморіальним та відображав героїку десанту в поезії та музиці. У фойє музею були портрет зв'язківці 335-го полку 117-ї дивізії Наталії Губецької та скульптура Романа Сердюка, присвячена загиблим десантникам.
Музей історії Керченсько-Ельтигенського десанту було відкрито 8 травня 1985 року спільно з меморіальним комплексом Героям Ельтигенського десанту «Вітрило» під час заходів щодо відзначення 40-річчя Перемоги. На відкритті були присутні керчани та гості міста, партійні керівники Керчі, курсанти з Багерівської бази Ворошиловградського ВВАУШ, ветерани Великої Вітчизняної війни. Після першої екскурсії було зроблено пам'ятні фото на ґанку музею, серед зображених завідувачка музеєм Т. І. Сафіна, В. І. Кравченко (один із партійних керівників міста) та художник-баталіст М. Я. Бут.
У 1995 відкрився Пошуковий меморіал, розташований по паралелі від братської могили 1943 року. Автором пам'ятника став студент архітектурного інституту Олександр Сальніков. На відкритті були присутні ельтигенці Іван Долгокеров, Олександра Меркулова (Чередниченко), Олександр Басс-Крепкий.
У 2013 році було проведено масштабну реекспозицію музею. 1 листопада 2013 року, до 70-річчя Ельтигенського десанту, оновлена експозиція музею була урочисто відкрита.

## Експозиція
Експозиція музею розповідає про етапи висадки десанту на Ельтигенському та Північно-Східному плацдармах. Перший зал присвячений плануванню, силам десанту та історії першого кидка. У залі встановлено карту-схему Керченсько-Ельтигенської операції. Друга зала присвячена висадці та боям за захоплення плацдарму, героям морським піхотинцям, армійцям, штрафникам, медикам, льотчикам та прориву з плацдарму. Демонструються кадри німецької кінохроніки (бомбардування, повітряні бої). Третій зал присвячений подіям на північно-східному плацдармі. Стенди Героїв Радянського Союзу — катерника В. М. Денисова, гвардійця П. Є. Тарасенка, керчанина А. П. Пушкаренка, комдива Б. М. Аршинцева та інших. Висвітлено завершення операції із проривом на північних плацдарм та події визволення Керчі у квітні 1944 року. Інсталяції — укріплена супротивником висота, зруйнована стіна будинку на горі Мітридат. Експозиція поповнена предметами із фондів музею-заповідника — фотографіями, фронтовими листами, армійськими газетами, документами та особистими речами десантників, зразками зброї. У фойє численні фотографії учасників Керченсько-Ельтигенського десанту. Експозицію доповнюють шпалери-фотографії, художній розпис стін. Демонструється відеокліп на пісню «Вісімнадцять» композитора А. Коновалова на слова Л. Паніна, присвячена подвигу штрафників, які загинули на висоті 47,7 разом із командиром Героєм Радянського Союзу О. Д. Шумським .
Проводяться виставки. У 2016 році під час науково-практичної конференції «Військово-історичні читання» у музеї відбулося відкриття виставки, присвяченої Герою Радянського Союзу військкору С. О. Борзенку. 1 листопада 2018 року до 75-річчя десанту відбулася фотовиставка «У прорив йдуть штрафні роти». 11 квітня 2019 року до 75-річчя визволення Керчі відкрилася фотовиставка «А ми з тобою, брате, з піхоти…».
На будівлі музею встановлено анотаційну дошку на вулиці Лева Косоногова, Героя Радянського Союзу, командира 117-ї гвардійської стрілецької дивізії загиблого 17 листопада 1943 року, що підірвався на катері в Керченській протоці. На подвір'ї музею було встановлено 76-мм полкову гармату зразка 1927 року.

## Меморіали у Героївському
Доповнюють музей військово-історичні пам'ятки, розташовані на прилеглій до музею території Героївського майданчик зброї періоду Великої Вітчизняної війни, братські могили — місця поховань радянських воїнів на пагорбі на березі, вулицею Косоногова, на вулиці Галини Петрової, військовий госпіталь та операційна десантників Ельтигена (шпиталь 279-го медсанбату 318-ї стрілецької дивізії у підвалі зруйнованої школи), пам'ятний знак «Мотобот» катер ПВО-24.

Монументи та меморіали в Героївському
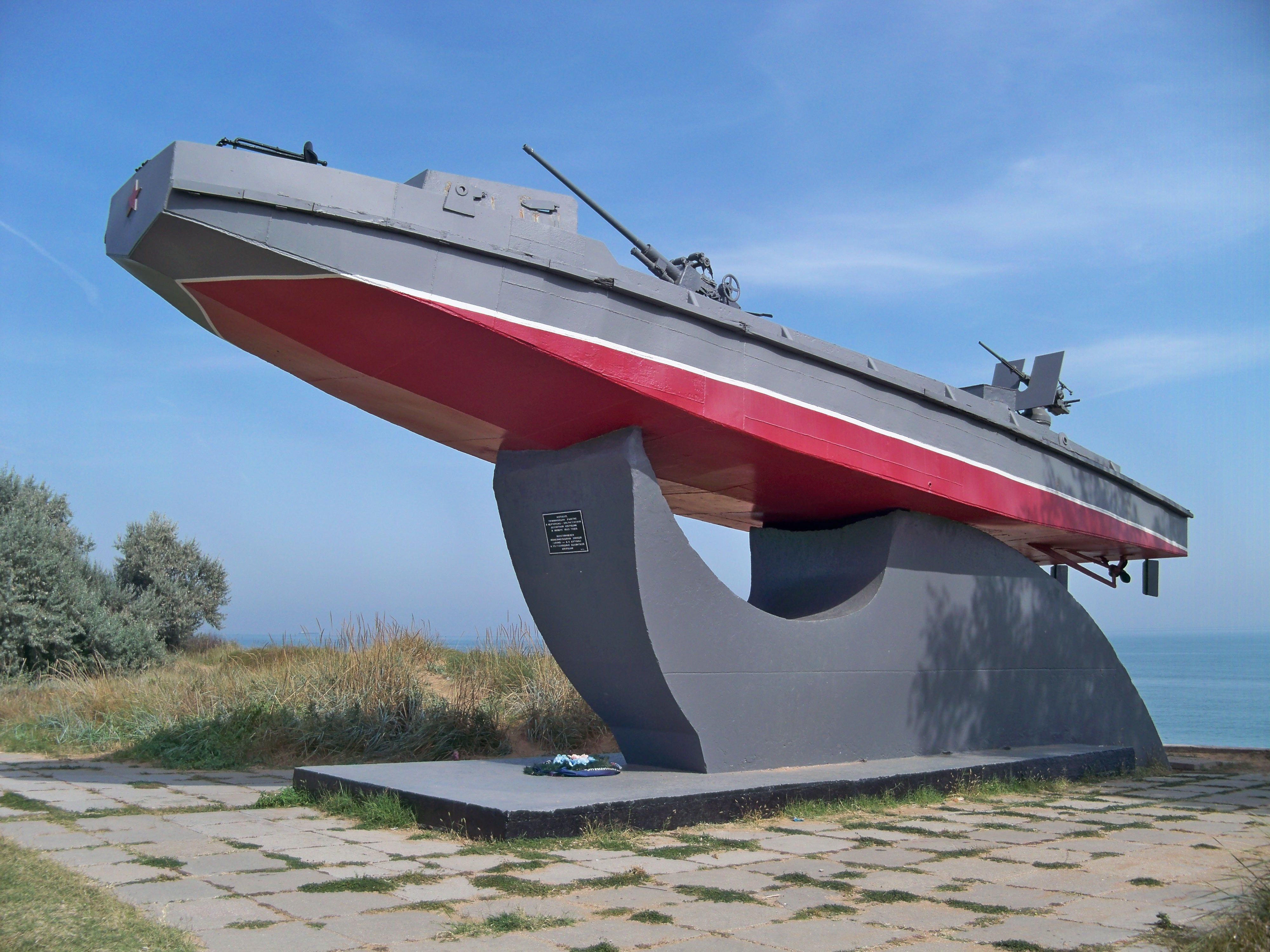
Мотобот
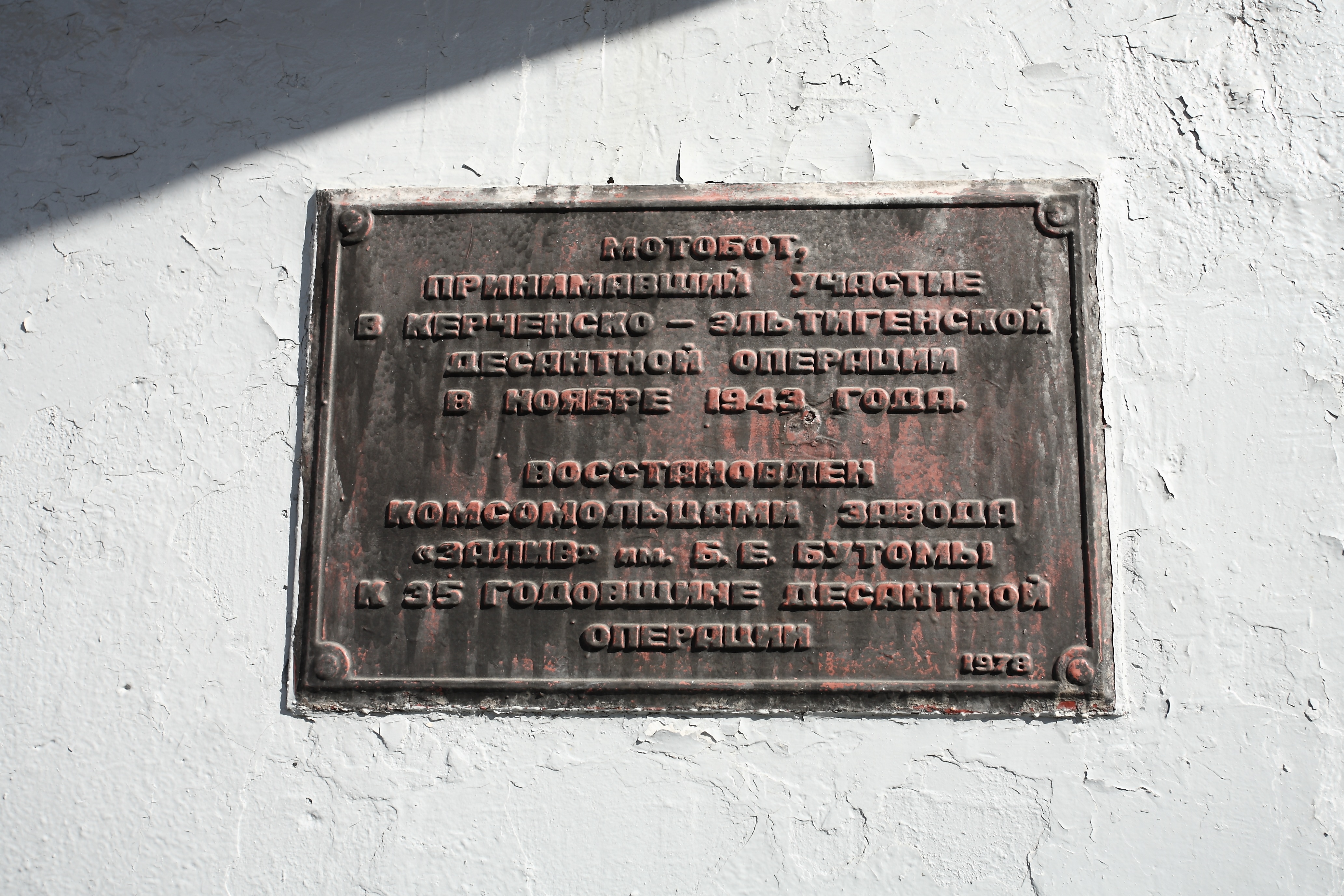
Пам'ятна табличка 1978 року
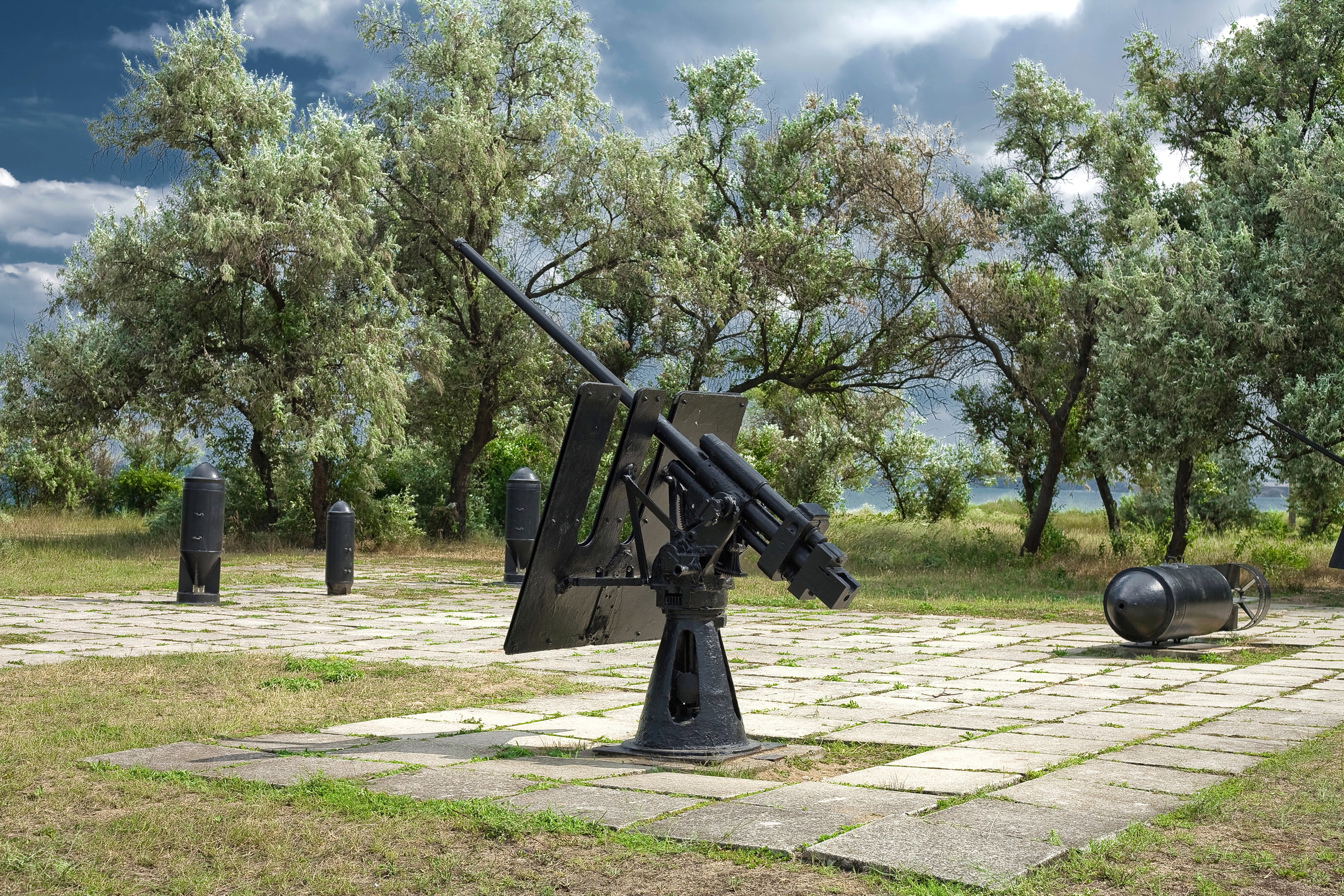
Майданчик військової техніки
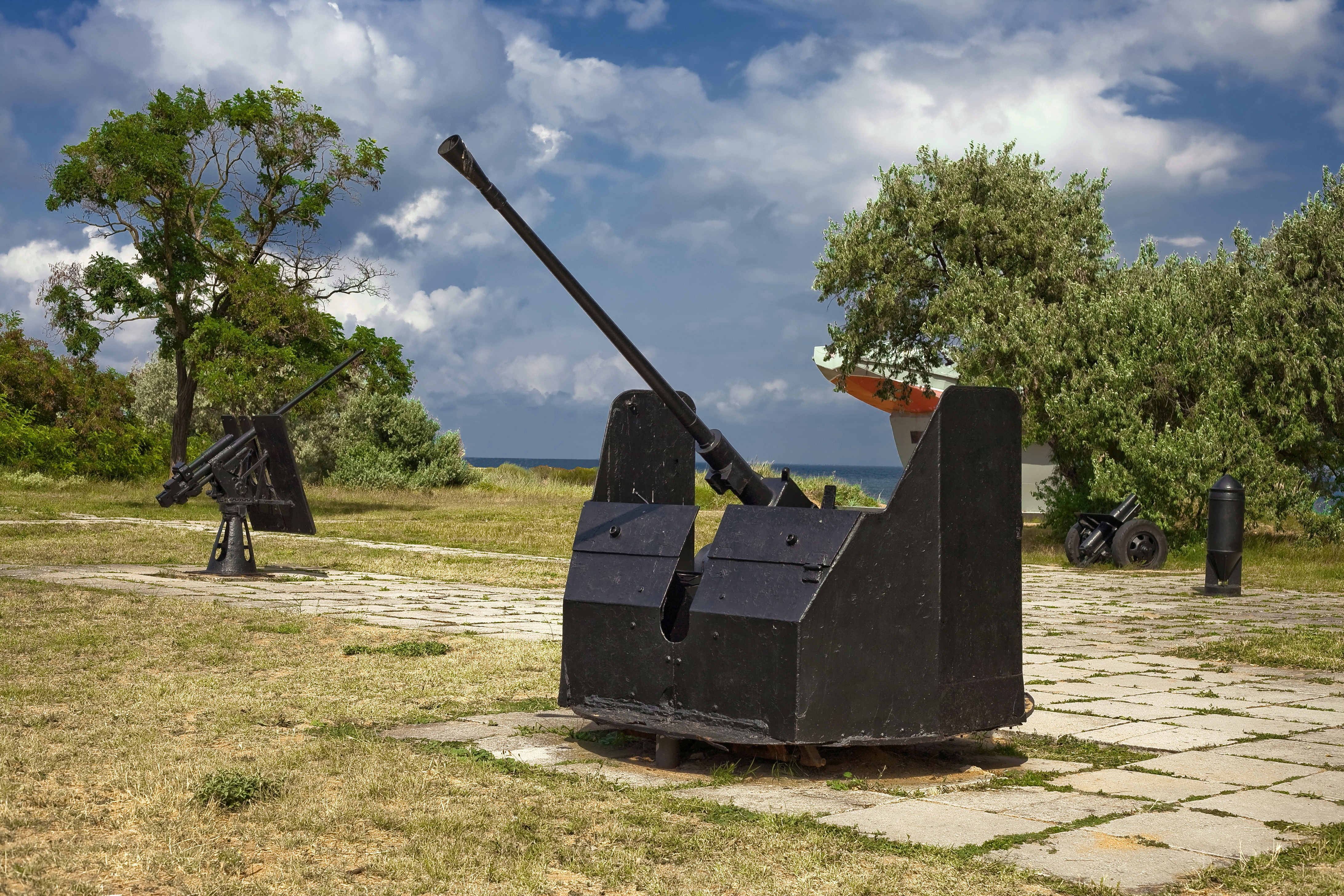
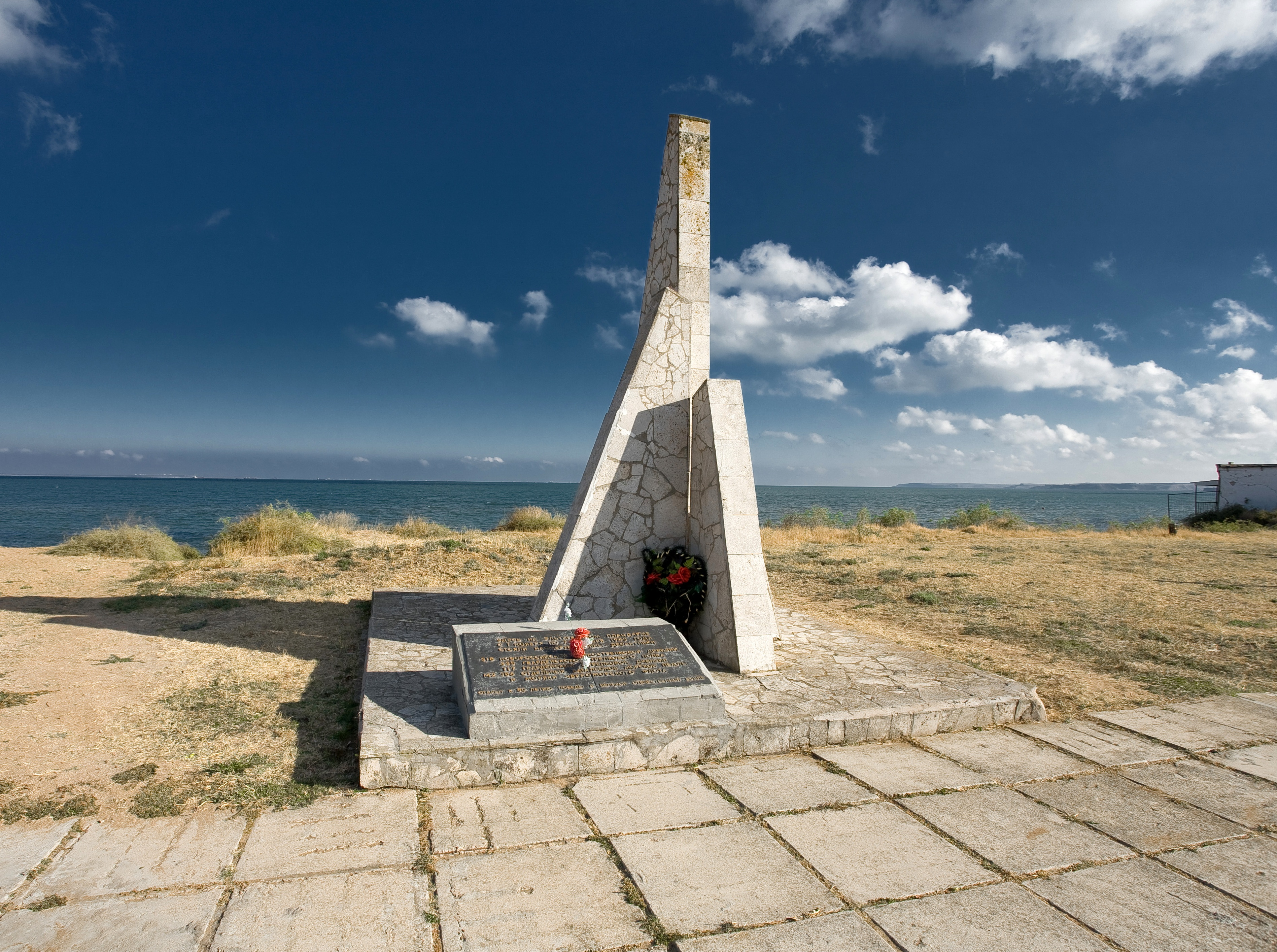
Братська могила радянських воїнів на вулиці Косоногова
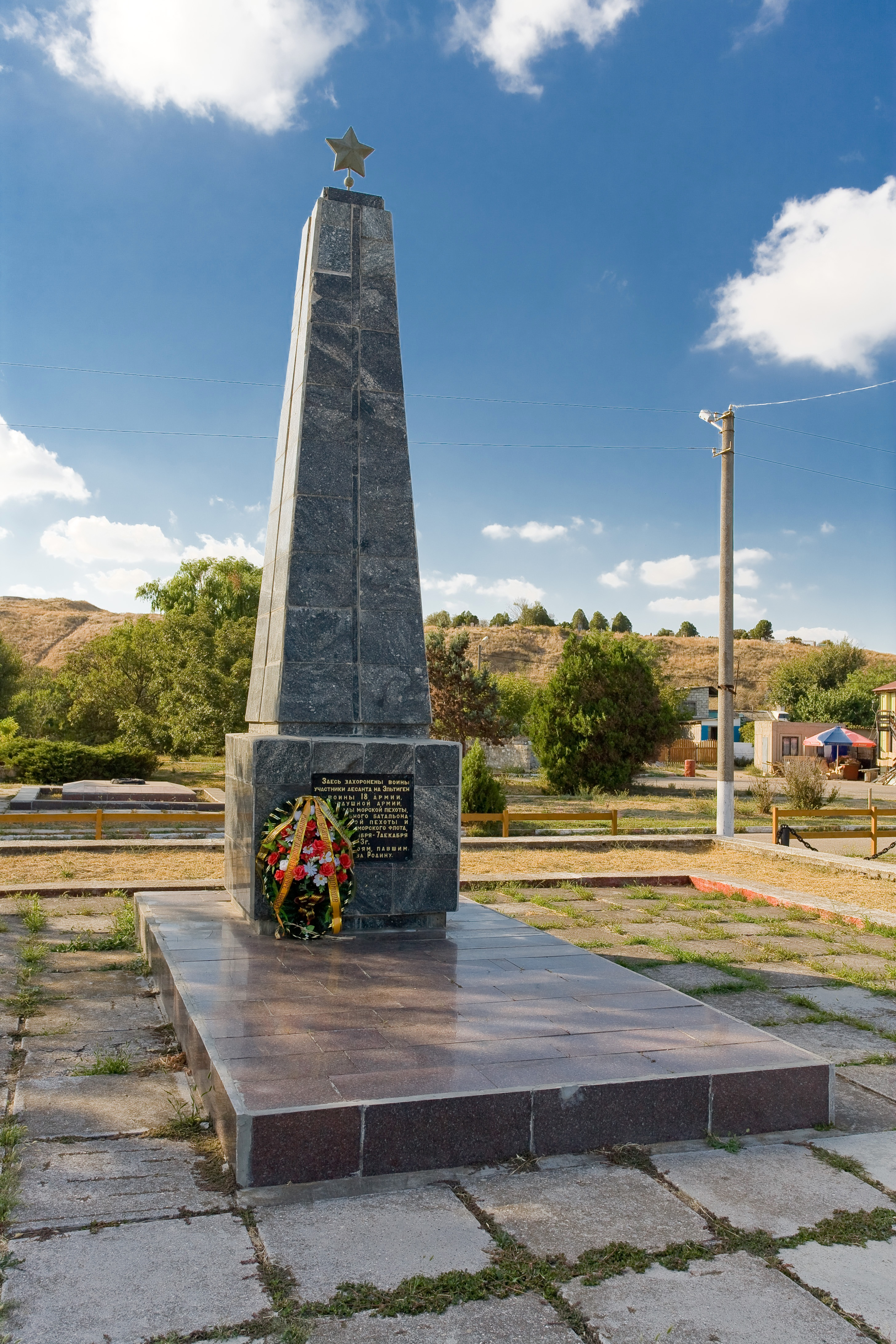
Братська могила радянських воїнів на вулиці Галини Петрової
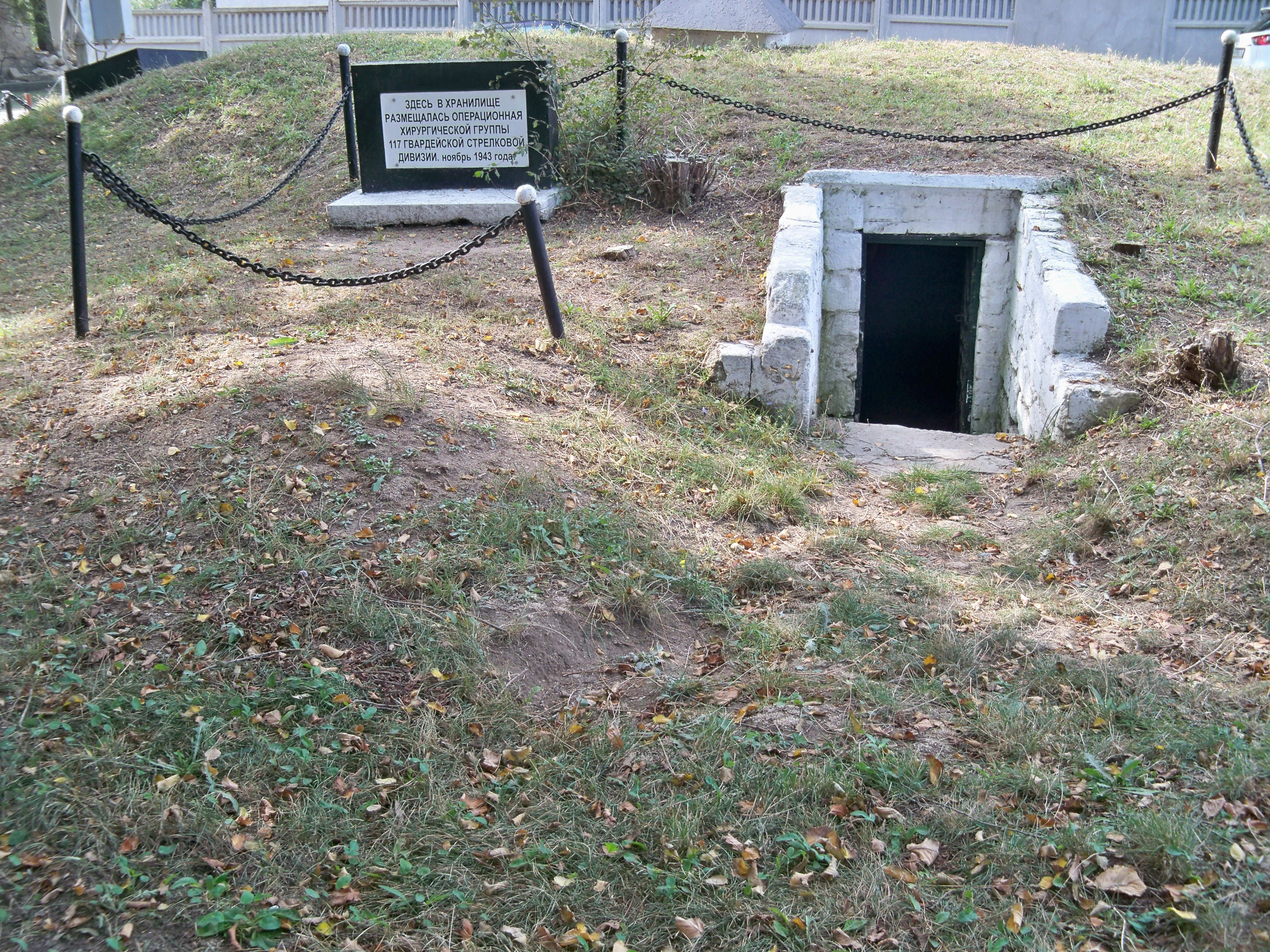
Місце, де був госпіталь Ельтигенського десанту

Мотобот було піднято з дна Керченської протоки, відновлено молоддю та комсомольцями заводу «Залів» та встановлено за 15-20 метрів від берега протоки на постаменті у квітні 1978 року. У новій частині мотобота — 37 мм зенітна зброя, на кормі — великокаліберний кулемет та металевий військово-морський прапор. Поруч із пам'ятним знаком встановлено меморіальну дошку, на якій представлені прізвища бійців цього героїчного екіпажу.

На згадку про десантників у сел. Героївське (Ельтиген), на природній височині споруджено Меморіальний комплекс «Героям Ельтигенського десанту», до якого входять пам'ятник у вигляді гігантського стилізованого вітрила, 60-метрова стіна з барельєфами, що зафіксували епізоди бойових дій десанту, тут же вирізьблені прізвища Героїв Радянського Союзу. Пам'ятник було відкрито одночасно з музеєм 8 травня 1985 року. «Вітрило» стало символом мужності та слави десантників.

Меморіальний комплекс «Героям Ельтигенського десанту», монумент Вітрило скульптори С. Я. Коваль, Л. В. Тазьба, архітектор А. А. Шахов
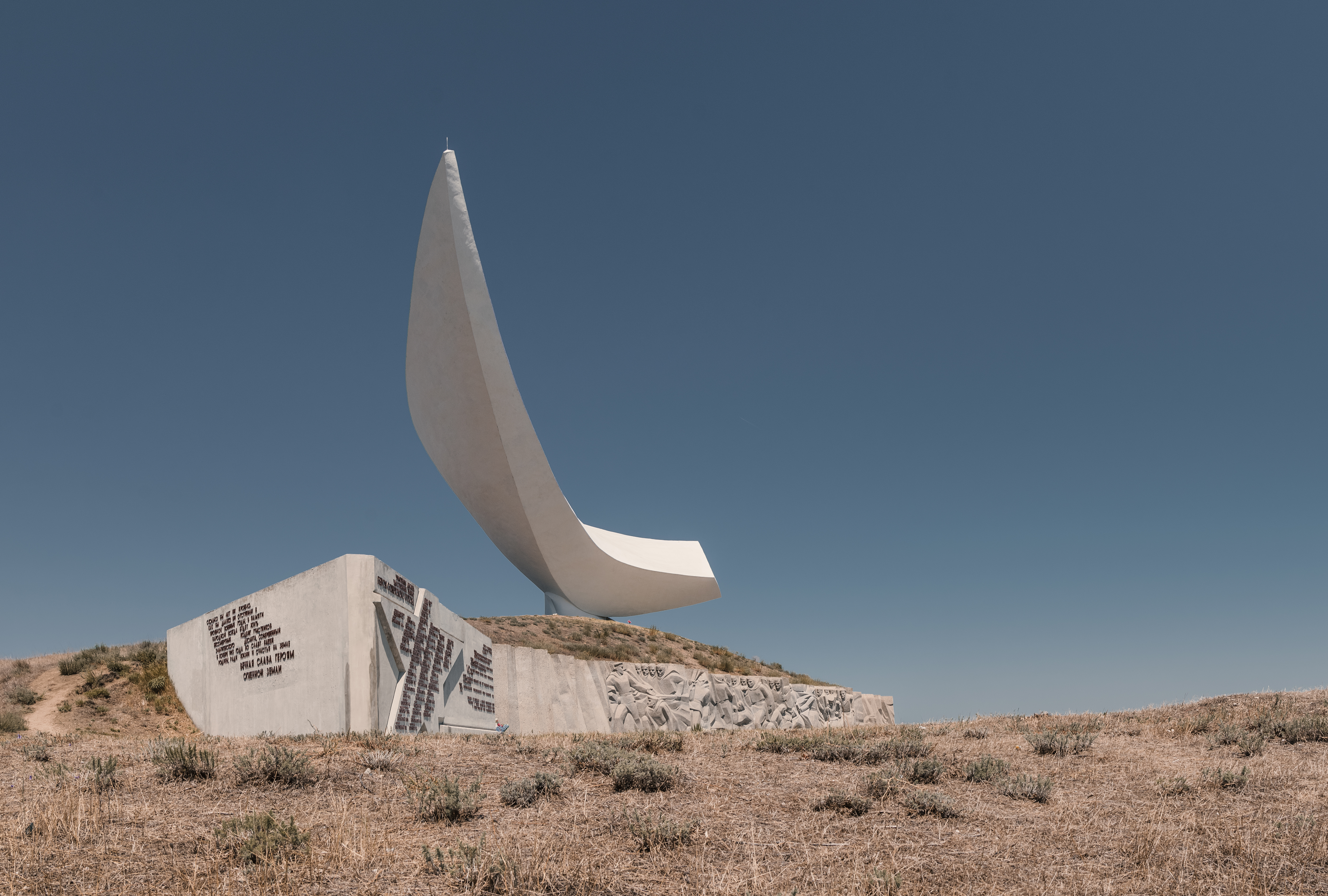
Сучасний вигляд
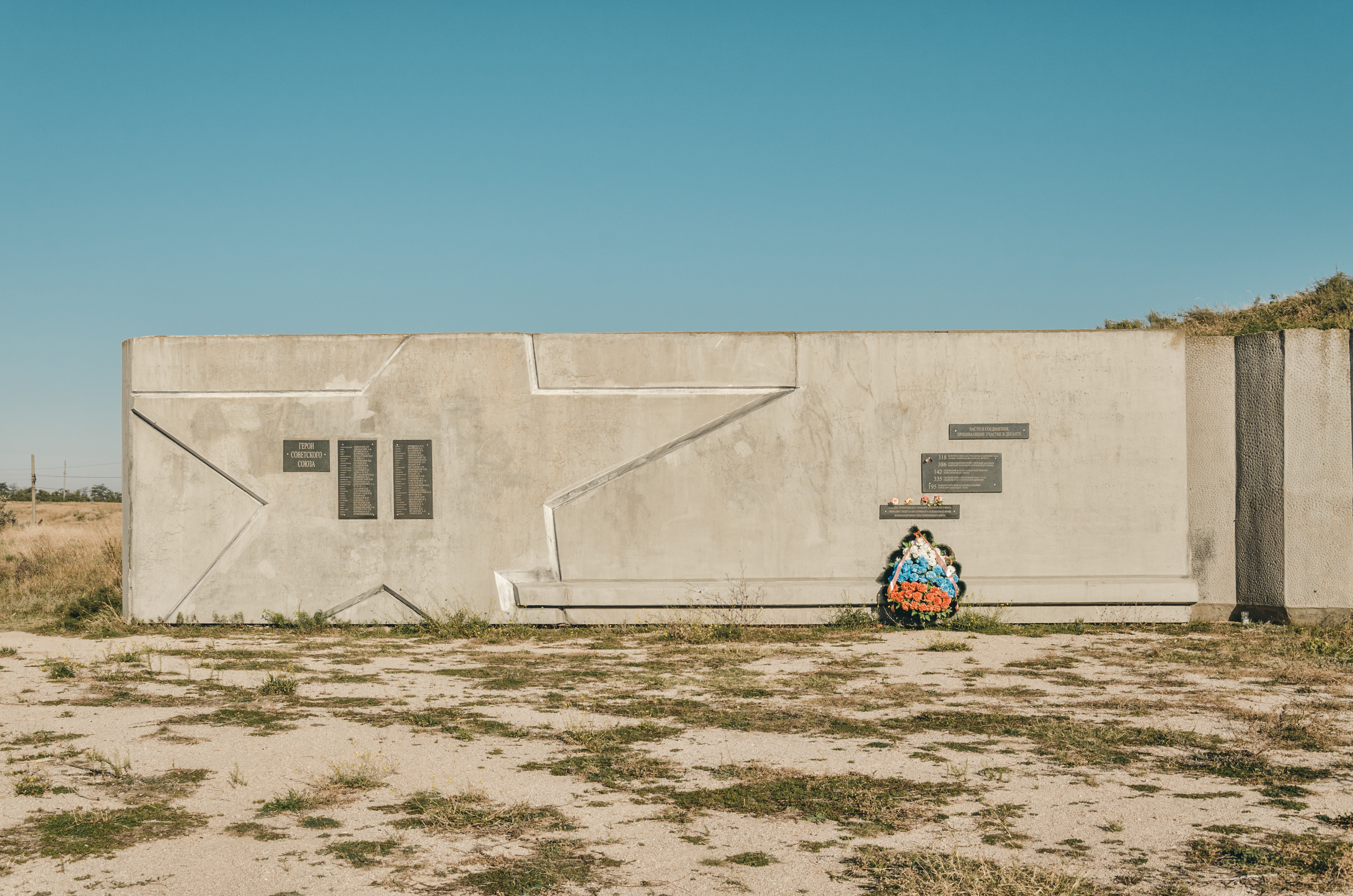
Меморіальні дошки
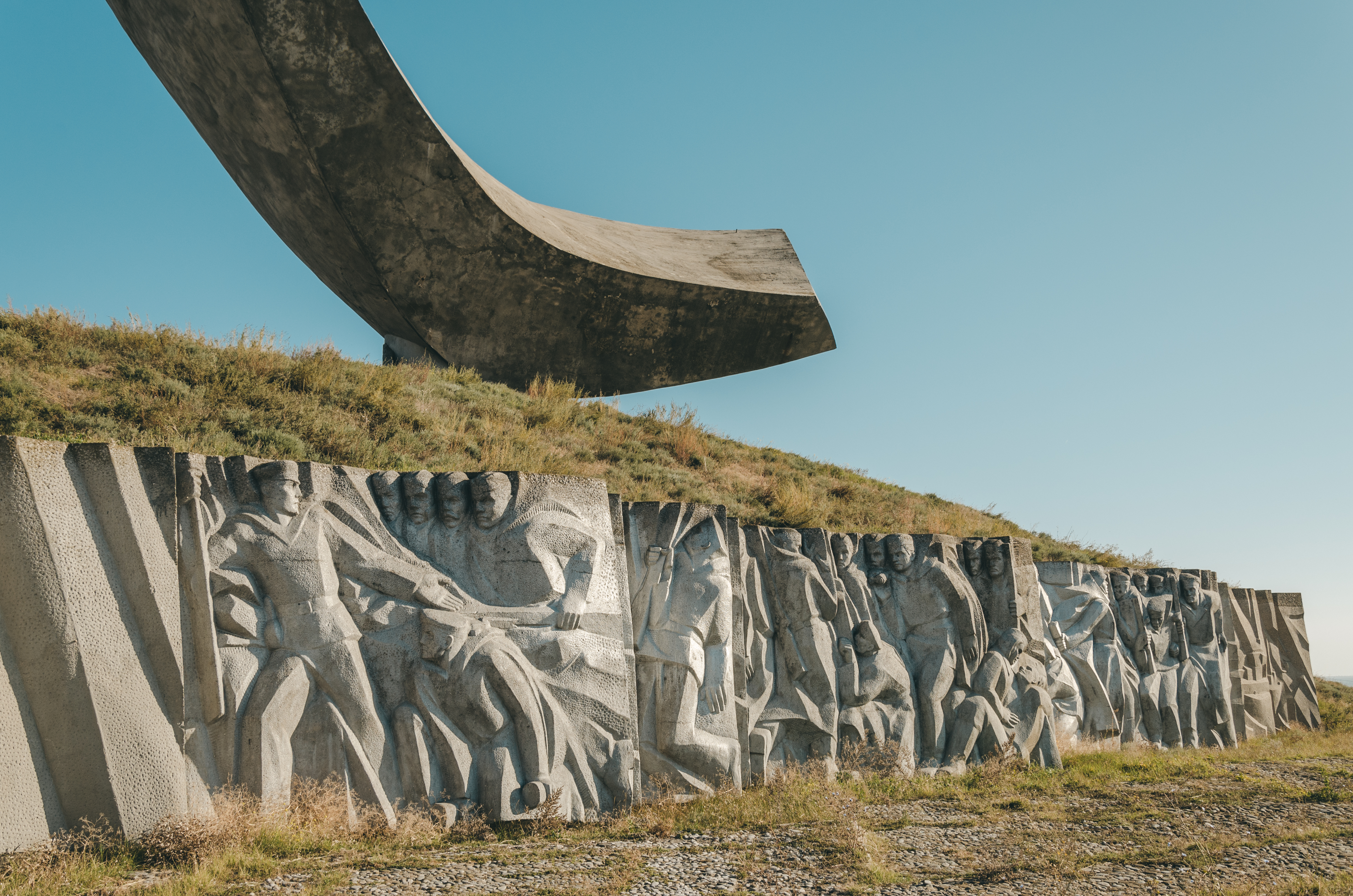
Горельєфи

.

## Режим відвідування
З 1 жовтня до 30 квітня: вівторок з 10.00 до 19.00, середа — неділя з 9.00 до 17.00, понеділок — вихідний.
З 1 травня до 30 вересня: вівторок з 10.00 до 20.00, середа — неділя з 9.00 до 18.00, понеділок — вихідний.

## Примітка
1. ↑  Кузнецов А. Я. Большой десант. Керченско-Эльтигенская операция. — М. : Вече, 2011. — 464 с. — (1418 дней Великой войны) — 3000 прим. — ISBN 978-5-9533-5397-7.
2. ↑  Гладков В. Ф. Десант на Эльтиген. — М. : Воениздат, 1972. — 240 с. — (Военные мемуары) — 65000 прим.
3. 1 2 3 4 5 6 7  Наталья Непомнящая, научный сотрудник Восточно-Крымского ИКМЗ. Музею истории Керченско-Эльтигенского десанта - 35 лет // kerch.com.ru. — 2020. — 12 квітня.
4. 1 2 3 4 5  Музей истории Керченско-Эльтигенского десанта. Сайт Восточно-Крымского историко-культурного музея-заповедника. ГБУ РК «Восточно-Крымский историко-культурный музей-заповедник». 2021.
5. ↑  Музей истории Эльтигенского десанта. culture.ru. Министерство культуры России. 2022.